# Ken Swofford
Kenneth Charles Swofford (Du Quoin, Illinois, 1933. július 25. – Garden Grove, Kalifornia, 2018. november 1.) amerikai színész.

## Fontosabb filmjei
Mozifilmek
- Captain Newman, M.D. (1963)
- Lúd atya (Father Goose) (1964)
- First to Fight (1967)
- Szelíd pisztoly (Gunfight in Abilene) (1967)
- How Much Loving Does a Normal Couple Need? (1967)
- Az ügyvéd (The Lawyer) (1970)
- Az Androméda-törzs (The Andromeda Strain) (1970)
- Áldd meg az állatokat és a gyermekeket (Bless the Beasts and Children) (1971)
- Eltérítve (Skyjacked) (1972)
- Egy kis indián (One Little Indian) (1973)
- The Black Bird (1975)
- A dominó elv (The Domino Principle) (1977)
- S.O.B. (1981)
- Annie (1982)
- Hunter's Blood (1986)
- Black Roses (1988)
- Thelma és Louise (Thelma & Louise) (1991)
- Beverly Hills meghódítása (The Taking of Beverly Hills) (1991)
- Cops n Roberts (1995)
- Nincs több suli (Recess: School's Out) (2001, hang)
- Stréber (Teacher's Pet) (2004, hang)

Tv-filmek
- A Cry for Help (1975)
- Rettegés a London hídnál (Bridge Across Time) (1985)
- The Stepford Children (1987)

Tv-sorozatok
- Mission: Impossible (1970–1971, két epizódban)
- Gunsmoke (1967–1975, 12 epizódban)
- San Francisco utcáin (The Streets of San Francisco) (1973, egy epizódban)
- Columbo (1973, egy epizódban)
- Petrocelli (1975–1976, három epizódban)
- Ellery Queen (1975–1976, öt epizódban)
- Dinasztia (1982–1988, három epizódban)
- Fame (1983–1985, 54 epizódban)
- Gyilkos sorok (Murder, She Wrote) (1985–1992, 11 epizódban)
- Knight Rider (1986, egy epizódban)
- Dallas (1988–1989, négy epizódban)
- Baywatch (1991–1992, két epizódban)